# Forge de Beaujeu
La forge de Beaujeu est une forge située à Beaujeu-Saint-Vallier-Pierrejux-et-Quitteur, en France.

## Localisation
La forge est située sur la commune de Beaujeu-Saint-Vallier-Pierrejux-et-Quitteur, dans le département français de la Haute-Saône.

## Historique
L'édifice est inscrit au titre des monuments historiques en 1998.